# Goldschatz von Niederzier

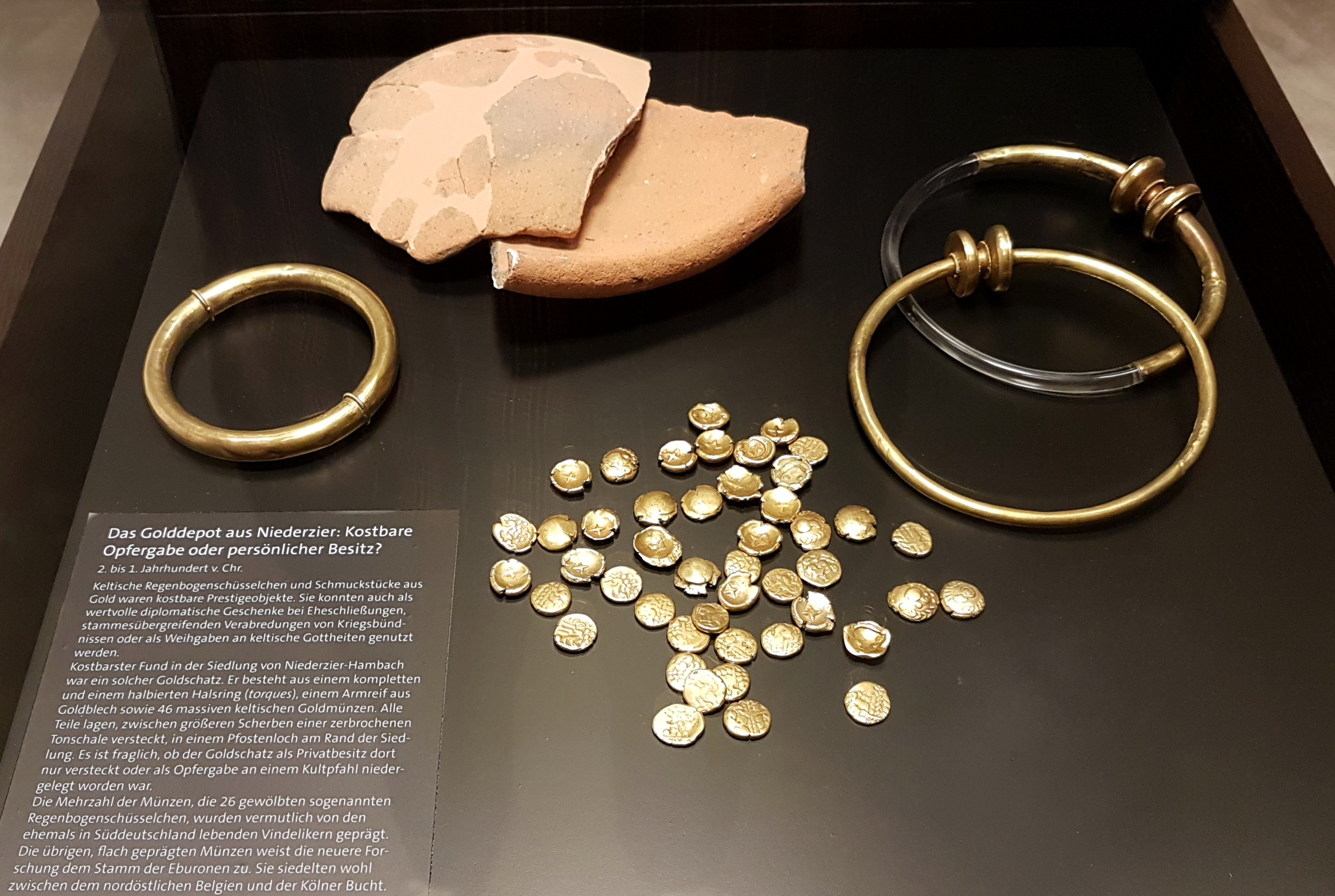
Details des keltischen Goldschatzes von Niederzier-Hambach

Der Goldschatz von Niederzier wurde 1978 in der Nähe von Niederzier bei der Ausgrabung einer keltischen Siedlung auf dem Gebiet des dortigen Braunkohletagebaus entdeckt. Er besteht aus 46 Goldmünzen aus dem ersten vorchristlichen Jahrhundert sowie einem Arm- und zwei Halsreifen.
Aufgrund von Abnutzungsspuren wird davon ausgegangen, dass die Goldstücke vor dem Vergraben in Gebrauch waren. Vermutlich wurden sie beim planmäßigen Verlassen der Siedlung angesichts des Gallischen Feldzugs Julius Cäsars vergessen; der Grund für das Vergraben ist aber unklar.
Vergleichsfunde aus Irland, Britannien, Belgien und Frankreich ähneln dem Niederzierer Fund und legen den Schluss nahe, gleicher Herkunft zu sein.
Der Niederzierer Goldschatz ist im Rheinischen Landesmuseum in Bonn ausgestellt.